# Ritratto del buffone Gonella

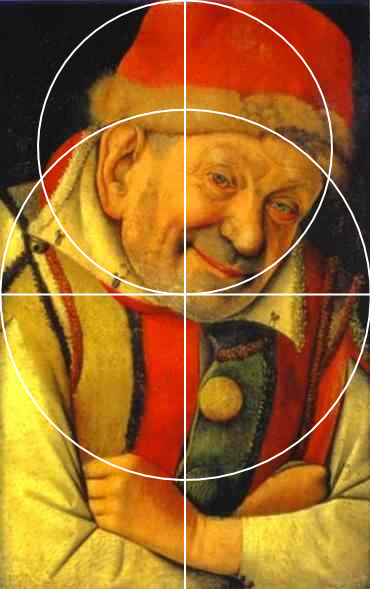
Schema del dipinto

Il Ritratto del Buffone Gonella è un dipinto su tavola (36x24 cm) attribuito a Jean Fouquet, databile al 1447-1450 e conservato nel Kunsthistorisches Museum di Vienna.

## Storia
Pietro Gonnella (o Gonella) era un buffone della corte ferrarese di Niccolò III d'Este, dove Fouquet soggiornò durante il suo viaggio in Italia del 1455-1458. Gonnella era morto nel 1441, pare in seguito a un tragico scherzo, e alcuni storici datano il ritratto, che quasi sicuramente fu postumo, a dopo il ritorno del pittore in Francia, verso il 1450.

## Descrizione e stile
Gonella è rappresentato con realismo, in un vicino primo piano del busto che taglia fuori alcuni dettagli della figura, come la parte superiore del berretto o le spalle. Il protagonista sembra comprimersi per entrare nel riquadro e sporgersi verso lo spettatore, stabilendo uno straordinario contatto psicologico. L'espressione, al tempo stesso arguta e malinconica con profonde rughe e la barba mal tagliata, rendono l'immagine estremamente vivida ed espressiva. Forse adombra la tristezza legata alla morte del personaggio. La posa a braccia incrociate, derivata dall'iconografia del Cristo sofferente, e il taglio ravvicinato sono elementi del tutto insoliti nella ritrattistica del primo Quattrocento. Forse il rango sociale del personaggio permise la grande libertà compositiva, svincolata dalle convenzioni della ritrattistica ufficiale degli aristocratici.
L'esecuzione, molto raffinata e legata a un forte senso grafico, nel tempo ha generato numerosi conflitti di attribuzione: vari artisti sono stati proposti come possibili autori, da Jan van Eyck a Giovanni Bellini, mentre oggi l'ipotesi più accreditata attribuisce il dipinto a Jean Fouquet, anche per il preciso studio delle proporzioni che caratterizza l'opera del grande pittore francese.